# جیمز ماراپه
جیمز ماراپه (انگلیسی: James Marape؛ زادهٔ ۲۴ آوریل ۱۹۷۱) سیاستمدار اهل پاپوآ گینه نو است. ماراپه هشتمین نخست‌وزیر پاپوآ گینه نو است وی از ژوئیه ۲۰۰۷ عضو مجلس ملی پاپوآ گینه نو از حوزه (منطقه تاری-پوری) در استان هلا بوده‌است.
در ۳۰ مه ۲۰۱۹ ماراپه به عنوان هشتمین نخست‌وزیر منتخب پاپوآ گینه نو، در مجلس ملی پاپوآ گینه نو سوگند یاد کرد.